# Tannu-Ola
Tannu-Ola (rusky Танну-Ола; tuvinsky Таңды-Уула, mongolsky Тагнын нуруу) je pohoří ve vnitřní Asii, ležící východně od Altaje a jižně od Sajanů. Tvoří přírodní hranici mezi Tuvinskou republikou Ruské federace a Mongolskem. Horské pásmo je dlouhé přes 300 km a údolí řeky Elegest je dělí na západní a východní část. Dosahuje střední výšky okolo 2500 m n. m., bezejmenný nejvyšší bod měří 3061 m n. m. Hory jsou tvořeny pískovcem, svorem, žulou a slepenci. Severní svahy jsou porostlé borovicí sibiřskou, na jihu převládá step. V nejvyšších polohách se nachází tundra, ledovce chybějí. V minulosti se v pohoří Tannu-Ola těžil kobalt. Hřeben tvoří rozvodí mezi Jenisejem, Selengou a jezerem Uvs núr.